# Милослав (город)
Милослав (пол. Miłosław) — город в Польше, входит в Великопольское воеводство, Вжесьнёвский повят. Занимает площадь 4,07 км². Население 3562 человек (на 2004 год).

## Достопримечательности
- Памятник Юлиушу Словацкому — первый памятник польскому поэту Юлиушу Словацкому на территории Польши.